# سبیبه (القصرین)
سبیبه (به عربی: سبیبة) یک منطقهٔ مسکونی در تونس است که در استان قصرین واقع شده‌است. سبیبه ۶٬۵۱۳ نفر جمعیت دارد.